# Дона Флор и нейните двама съпрузи
„Дона Флор и нейните двама съпрузи“ (на португалски: Dona Flor e Seus Dois Maridos) е един от най-известните романи на бразилския писател Жоржи Амаду, член на Бразилската литературна академия, публикуван през 1966 г.

## Сюжет
Дона Флор, директорка на престижна готварска школа в Баиа, се е омъжвала два пъти. Първия път за Вадиньо, който е ненаситен любовник, известен сред всички барове и публични домове в града. Когато той умира от изтощение, танцувайки до смърт, Флор се омъжва повторно.
Но Теодоро, вторият ѝ съпруг, е пълна противоположност на първия. Теодоро е скромен фармацевт, който води безупречен живот. Година след втората сватба, дона Флор намира в брачното си ложе духа на покойния ѝ съпруг, който все още притежава същата сексуална страст от миналото.
Дамата ще се изправи пред избора между отхвърлянето на бурните апетити на първия или да остане вярна на втория, или да ги приеме и двамата, тъй като в края на краищата мъртвият също е неин съпруг. Така Флор избира втората възможност, която осигурява порядъка от Теодоро и насладата от Вадиньо.
В романа има още една забележителна черта и винаги присъства в творчеството на Амадо – кулинарното изкуство и насладата за сетивата, които те носят, винаги в тясна връзка с еротиката и местната митология.

## Адаптации
- Dona Flor e Seus Dois Maridos, бразилски игрален филм от 1976 г., режисиран от Бруну Барету, с участието на Соня Брага, Жозе Вилкер и Мауро Мендоса.
- Доня Флор и нейните двама съпрузи, мексиканска теленовела на компания Телевиса от 2019 г., режисирана от Бенхамин Кан и Родриго Сунбос, с участието на Ана Серадия, Хоакин Ферейра и Серхио Мур.